# Gombo
Abelmoschus esculentus · Okra
Pour les articles homonymes, voir Gombo (homonymie).
Espèce
Classification phylogénétique

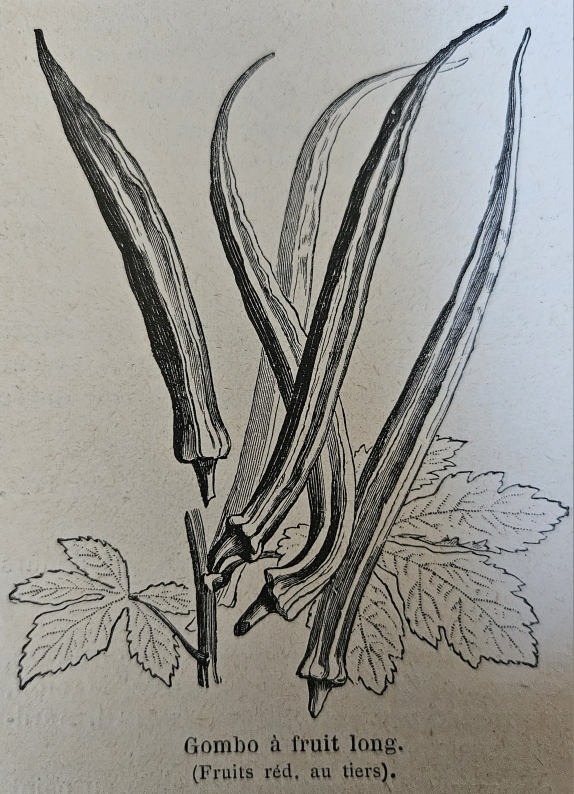
Illustration de gombo (Abelmoschus esculentus) dans les plantes potagères Vilmorin 1925

Le gombo (Abelmoschus esculentus) est une espèce de plante à fleurs tropicale appartenant à la famille des Malvaceae. Elle est originaire d'Afrique ou d'Inde et proche de l'hibiscus.
Son fruit est une capsule de forme pyramidale récoltée verte et employée comme légume et comme condiment. Sa section transversale montre cinq carpelles qui forment un pentagone régulier. Sa peau est couverte de soies duveteuses.

## Étymologie
Le nom de genre Abelmoschus est emprunté à l'arabe (ar) اب المسك ab almisk « père du musc » par allusion à l’odeur des graines d’ambrette (Abelmoschus moschatus) qui sentent le musc. La latinisation du mot arabe a donné abelmosch, suivi du suffixe -us de formation des substantifs.
L’épithète spécifique esculentus est un mot latin ēscŭlentus, a, um, signifiant « mangeable, bon à manger, comestible » (Gaffiot).

## Noms vernaculaires
Noms vernaculaires : corne grecque, bamia, bamya (Turquie, Grèce), bamies (μπάμιες) en Grèce, Bamia en Égypte et au Levant, gnawiya ou ganawiya (Tunisie), mlukhya (mloukhia), al-mlukhiya à Ghadamès dans la tripolitaine en Libye, gàn, aussi gwán, gbán en Bambara au Mali, darraba en arabe local du Tchad, lalo en Turquie et au Soudan, bhindi en hindi, quimbombó à Cuba, quiabo au Brésil, kalalou ou gombo, calalou pour le fruit et lalo pour les feuilles en Haïti, Calalou, asperge du pauvre aux Antilles,lalo à l'île de La Réunion et à l'île Maurice, calou en Guyane, févi, corne grecque, gombo ou bien gombo de jardin ou gombo filé en Louisiane, et okra aux États-Unis, lady finger dans certains pays anglophones, bamieh en Iran , dongó dongó en république démocratique du Congo, fétri en langue Ewe (Togo), poût barang (ពោតបារាំង, « maïs français ») au Cambodge.
Le nom de « gombo » est issu d'une langue bantoue en région angolaise, ki-ngombo.
Synonymes du nom scientifique : Hibiscus esculentus L. ou H. longifolius Willd.

## Description
Le gombo est une grande herbe, vivace mais souvent cultivée comme annuelle, à la tige érigée pouvant atteindre 2,50 à 3 m de haut,.
Les feuilles sont palmatilobées, de gabarit suborbiculaires, à 3-7 lobes irrégulièrement serretés. Elles sont portées par un long pétiole (jusqu’à 35 cm).
Les fleurs solitaires, axillaires, sont formées d’un calice spathacé, à 5 dents, de 5 pétales de 3-4,5 cm, jaunes ou jaunâtres, tachés de pourpre à la base, de 5 carpelles et d’étamines soudées.
Le fruit est une capsule de 8-25 cm de long, poilue, anguleuse, ovoïde-lancéolée, longuement pointue au bout.

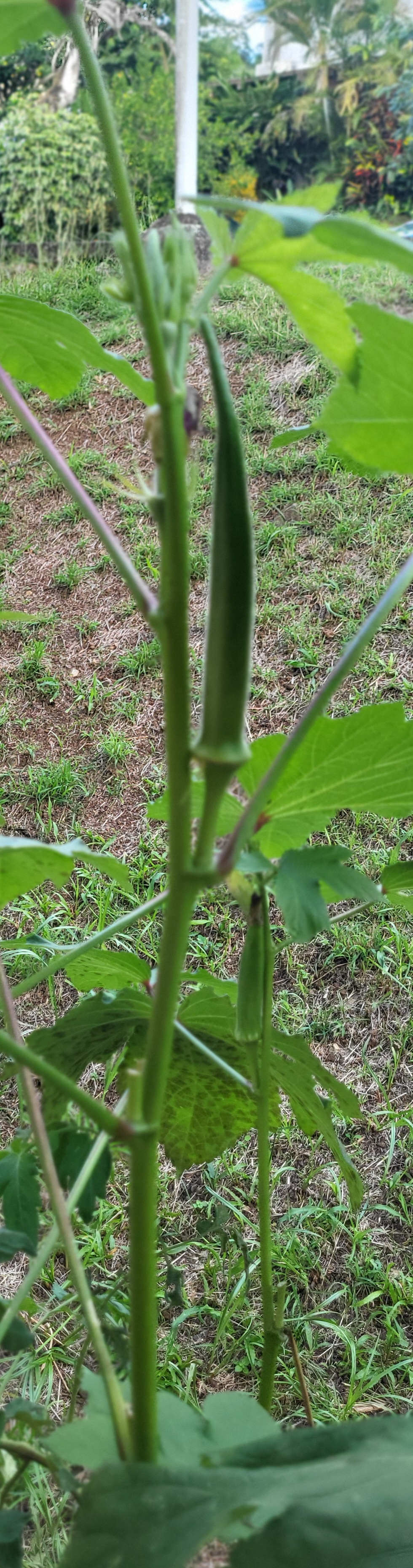
Fruit de gombo.
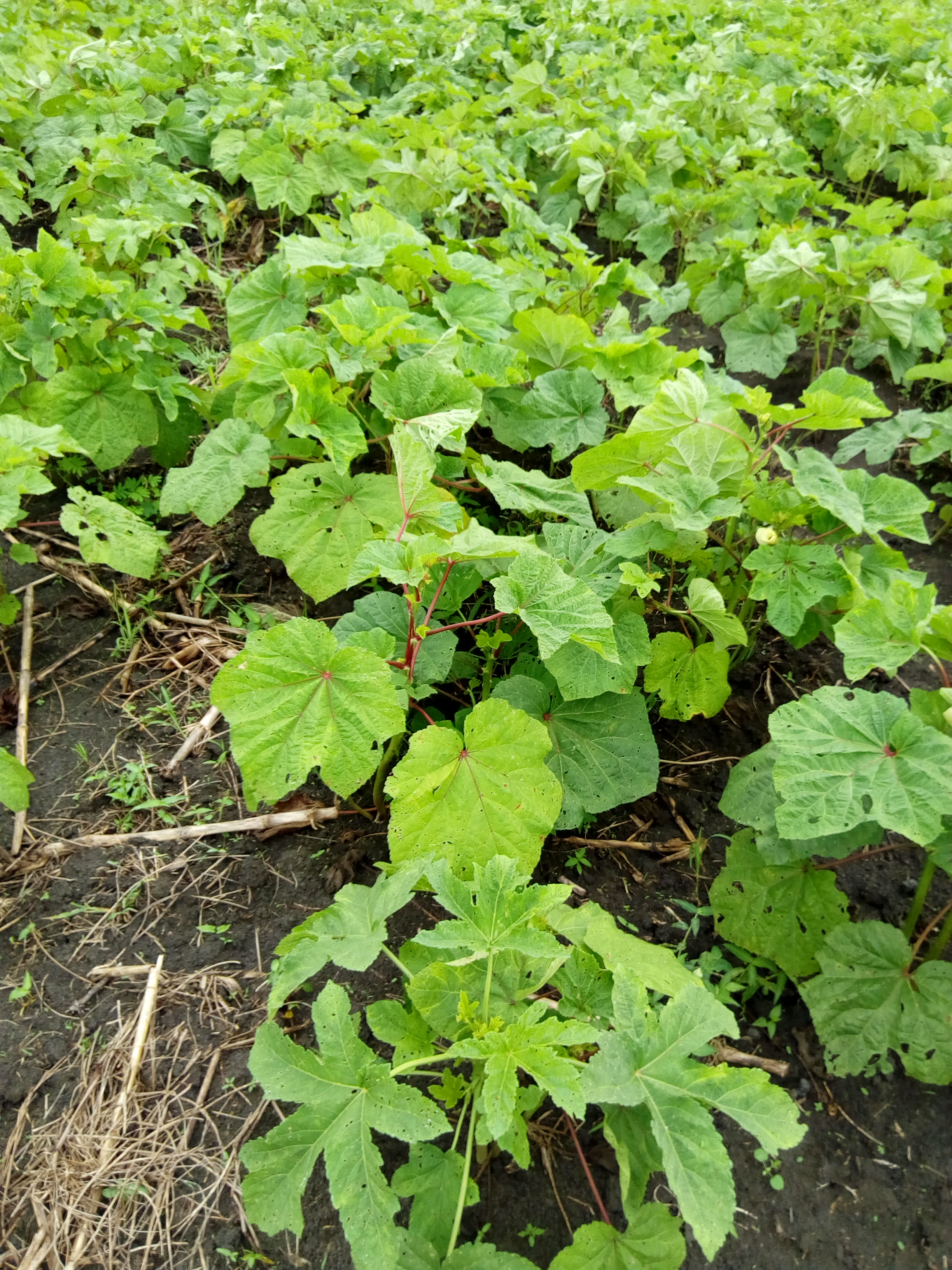
Champ de gombo Pobé au Bénin.
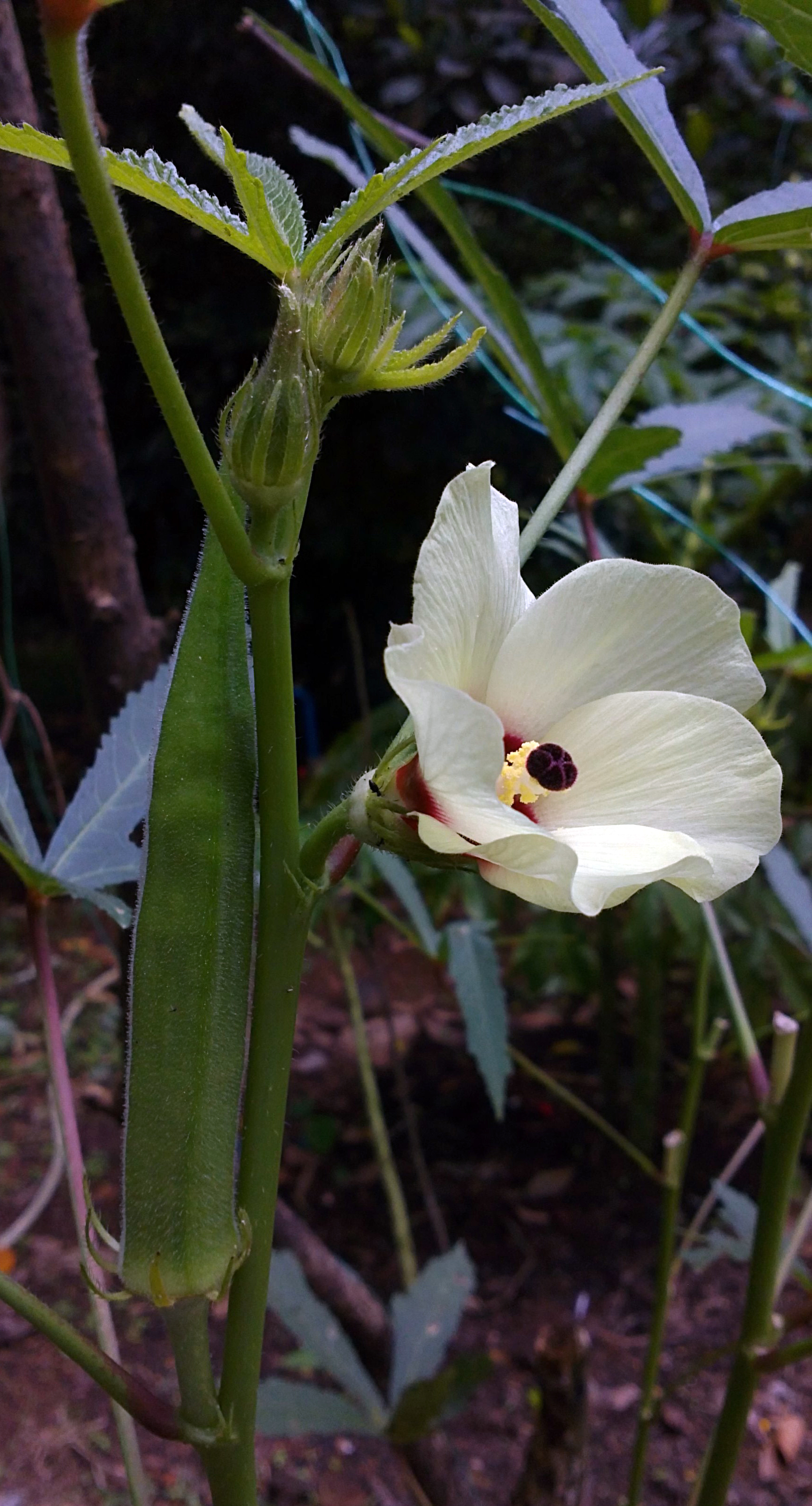
Fruit et fleur de gombo.
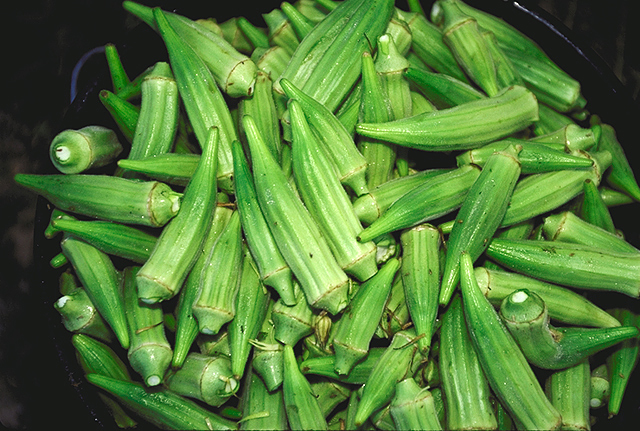
Panier de gombos.
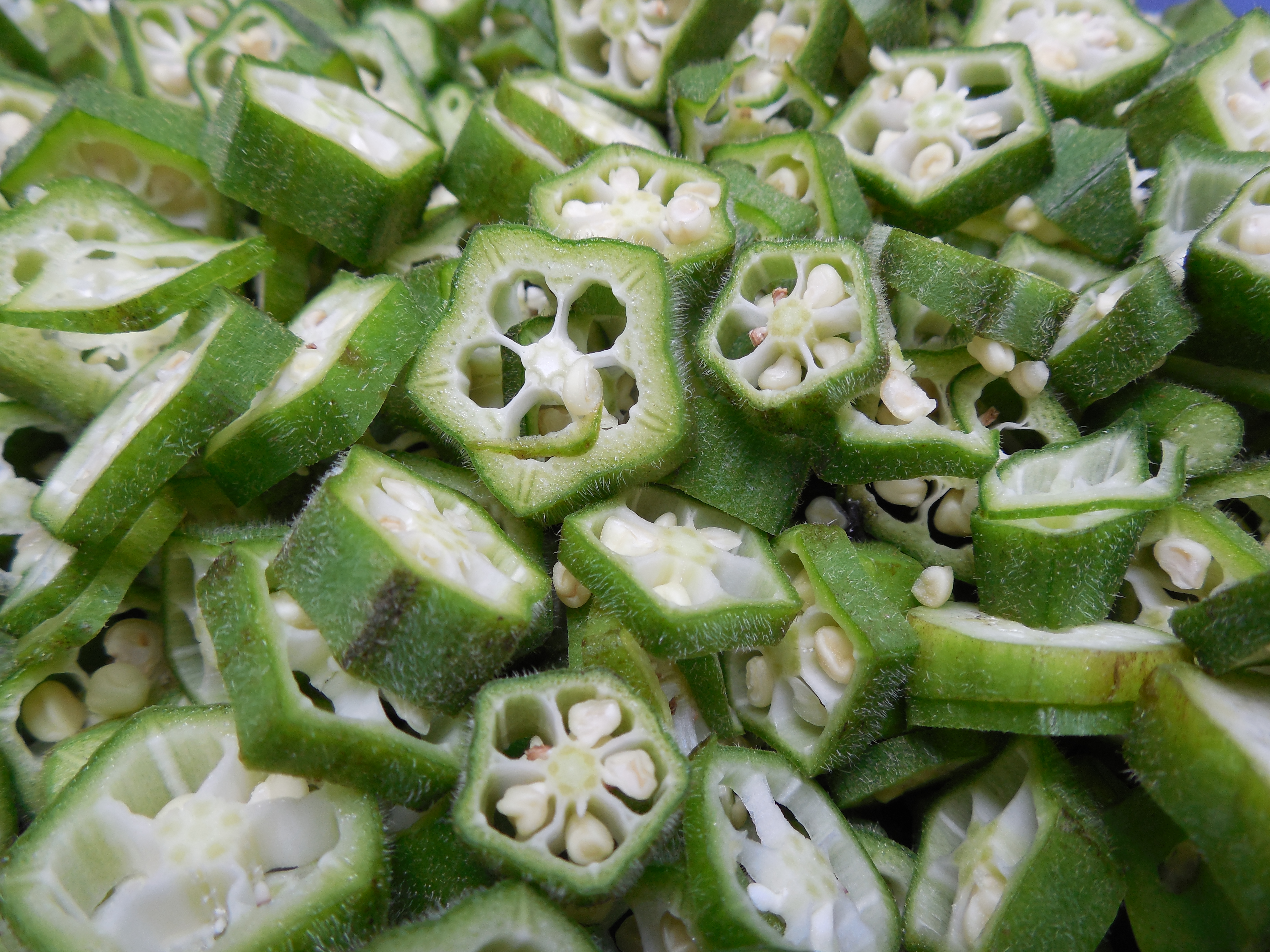
Section transversale du fruit.
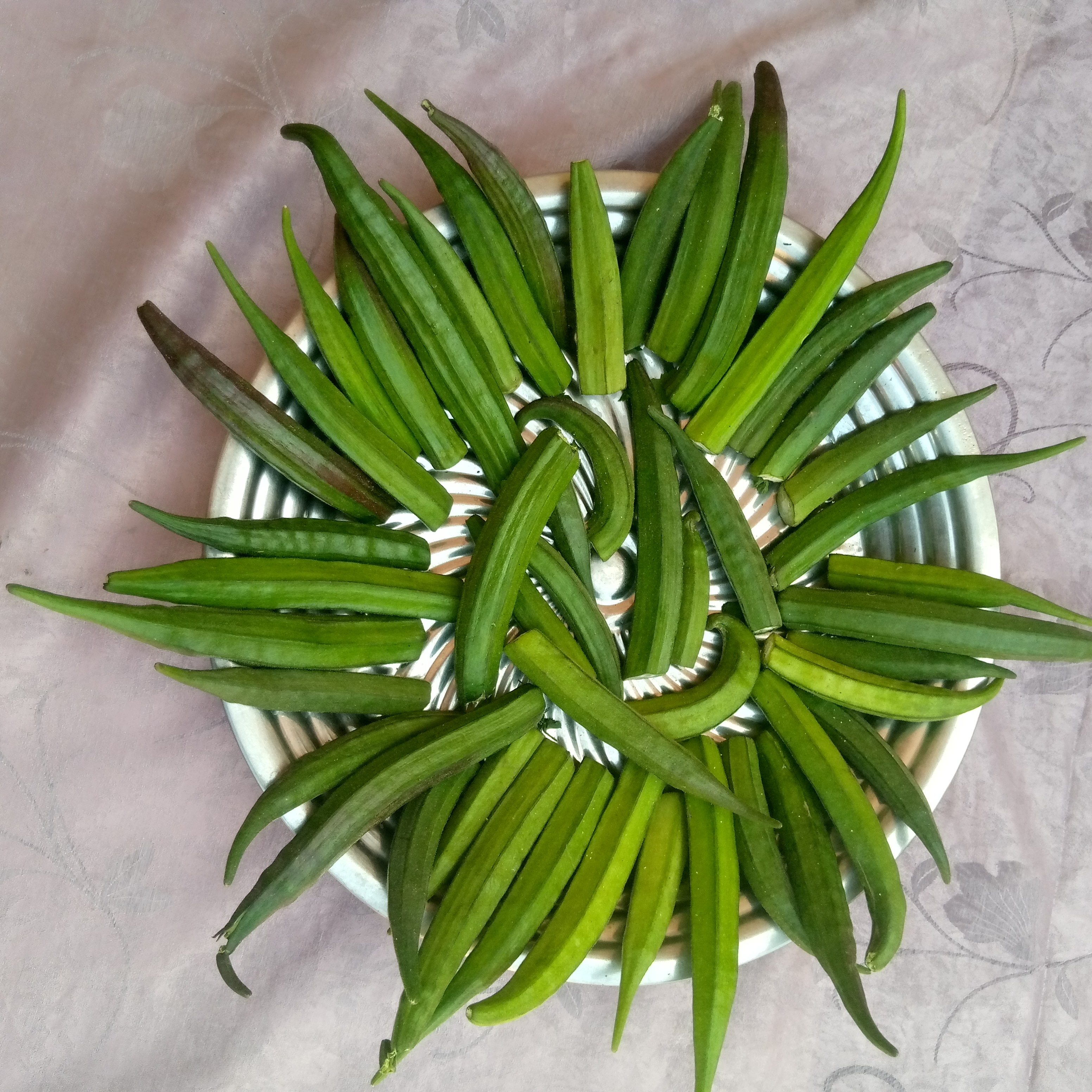
Gombos.
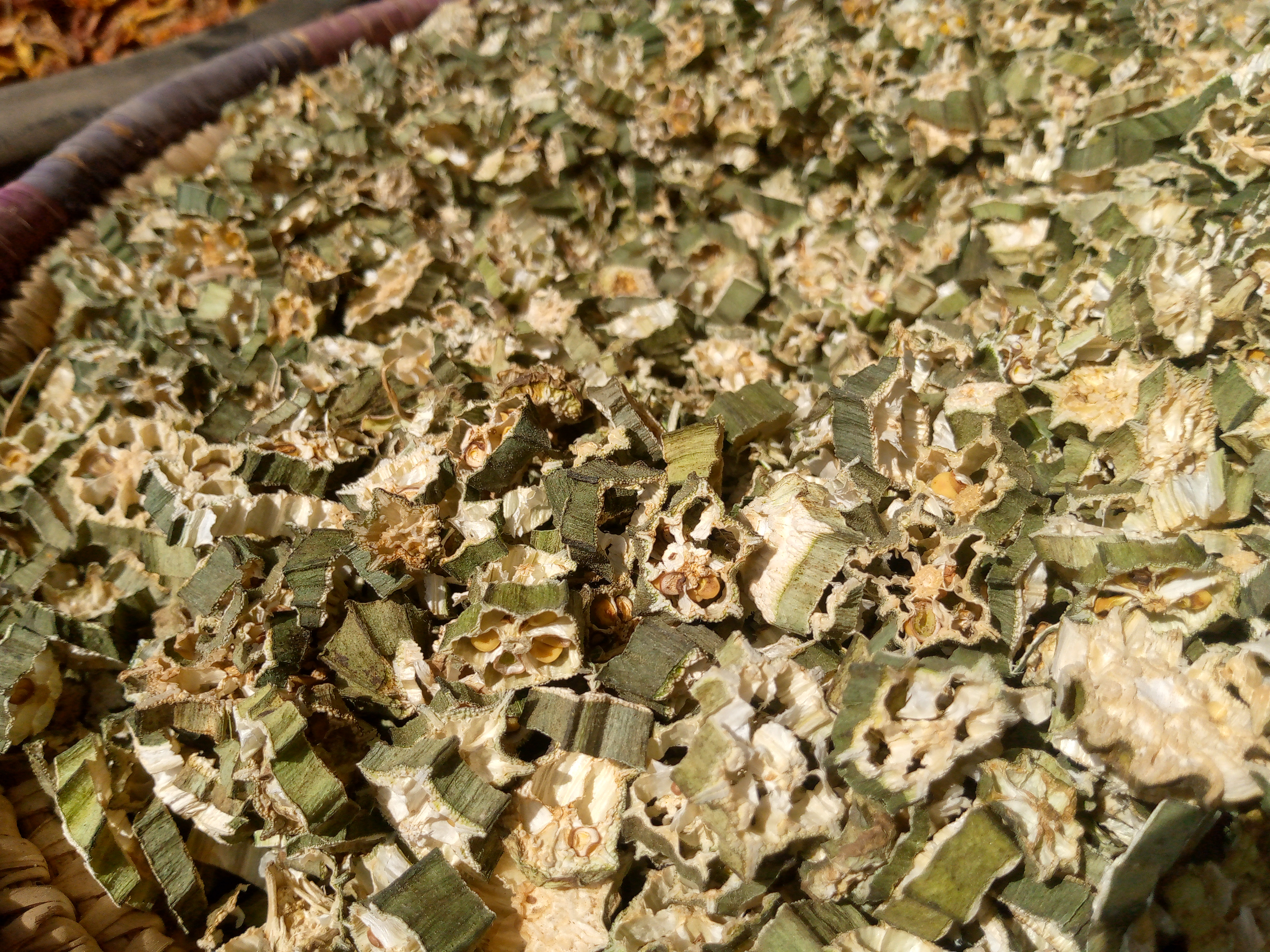
Gombos sec.
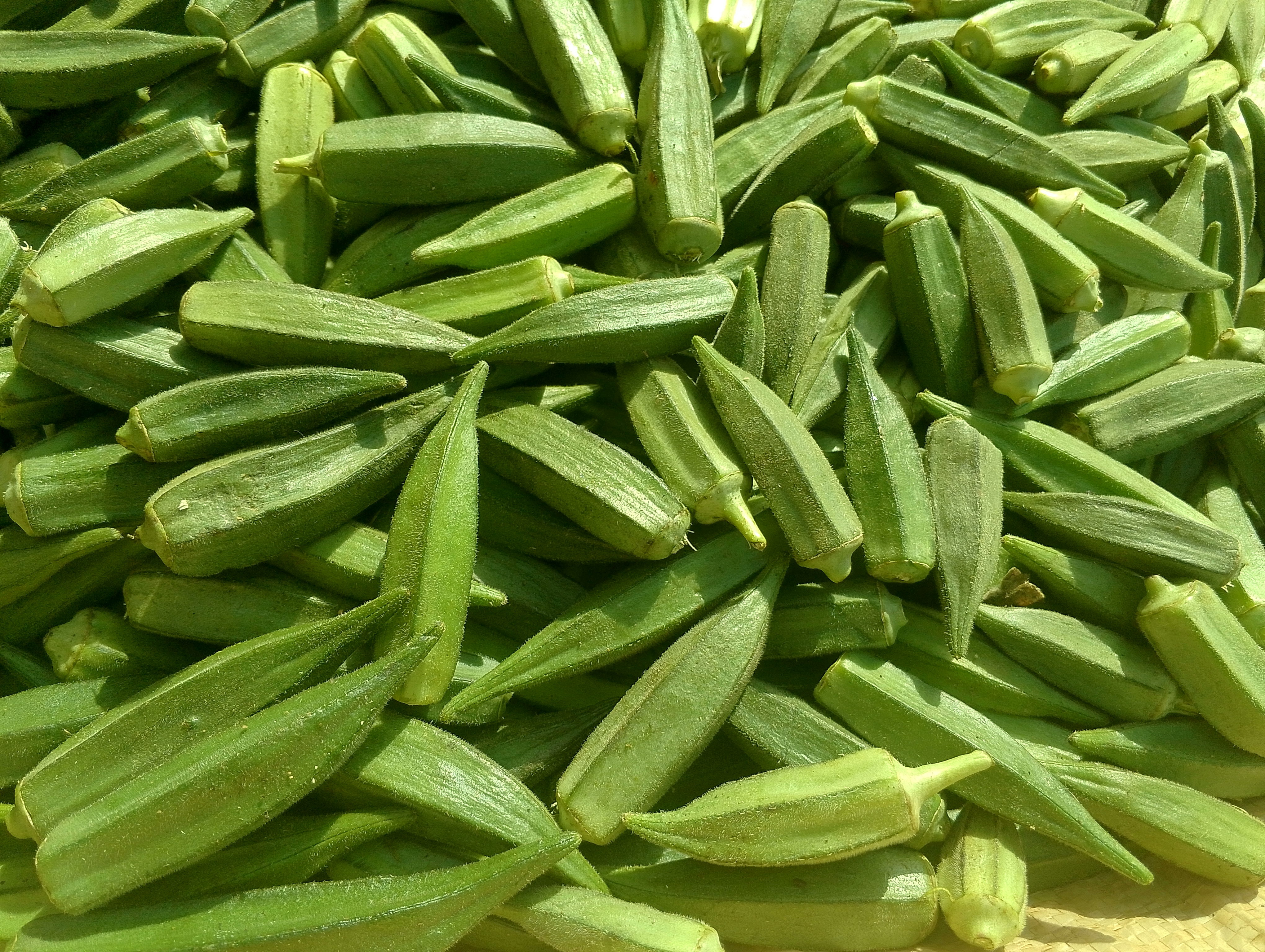
Gombos.

## Répartition
Selon certaines sources l'espèce serait originaire de la corne de l'Afrique, d'Éthiopie.
Selon POWO en revanche, l’espèce est originaire d'Asie du Sud, plus spécifiquement de l'Inde, du Bangladesh et du Myanmar.
Elle a été introduite dans de nombreux pays d’Afrique, d’Amérique et d’Asie orientale et du Sud-Est, Europe (Ukraine, Roumanie, Bulgarie, Grèce, Albanie, Turquie).

## Histoire
Cette plante était cultivée dès l'Antiquité en Égypte et en Inde.
Elle aurait été importée en Europe par les Maures espagnols au XIIe siècle[réf. nécessaire].
Elle fut introduite au XVIIe siècle en Amérique avec les esclaves[réf. nécessaire], et utilisée notamment pour prévenir du scorbut pendant la traversée de l'Atlantique[source détournée]. Les esclaves et maîtres parlant le créole utilisaient ce mot pour parler des plantes en général.

## Utilisation

### Usage alimentaire
Le fruit contient une substance mucilagineuse (de texture gélatineuse) utile pour épaissir soupes et ragoûts.  Le gombo se mange cru ou cuit et il fait partie de nombreux plats antillais, africains, méditerranéens ou japonais. Il entre notamment dans la fabrication du calalou antillais. Il est par ailleurs l'élément-clé de la soupe qui accompagne le tonmtonm haïtien, plat prisé en particulier dans le Département du Sud du pays.
Il se marie bien avec la tomate, l'oignon, l'igname, le poivron ainsi qu'avec le curry, la coriandre, l'origan, le citron, le vinaigre et d'autres épices comme le ras el hanout[Selon qui ?]. Il est fréquemment utilisé dans la cuisine méditerranéenne, et notamment les cuisines turque, grecque, chypriote et libanaise.
Il est également la base du gombo, soupe cadienne typique de Louisiane, dans laquelle le fond est constitué de mélange de céleri, poivron vert et oignon que l'on fait revenir avec les gombos coupés en rondelles. D'autres préparations typiques du Sud des États-Unis sont les gombos braisés à la tomate et les rondelles de gombo frites.
Il est également utilisé dans des sauces avec de la viande blanche ou du poulet.
Fragile, le gombo se conserve deux à trois jours au réfrigérateur dans un sac de papier. Séché, il peut se conserver pendant plusieurs mois et est également transformé sous forme de poudre.
Les graines mûres, grillées, peuvent être utilisées en guise de café.

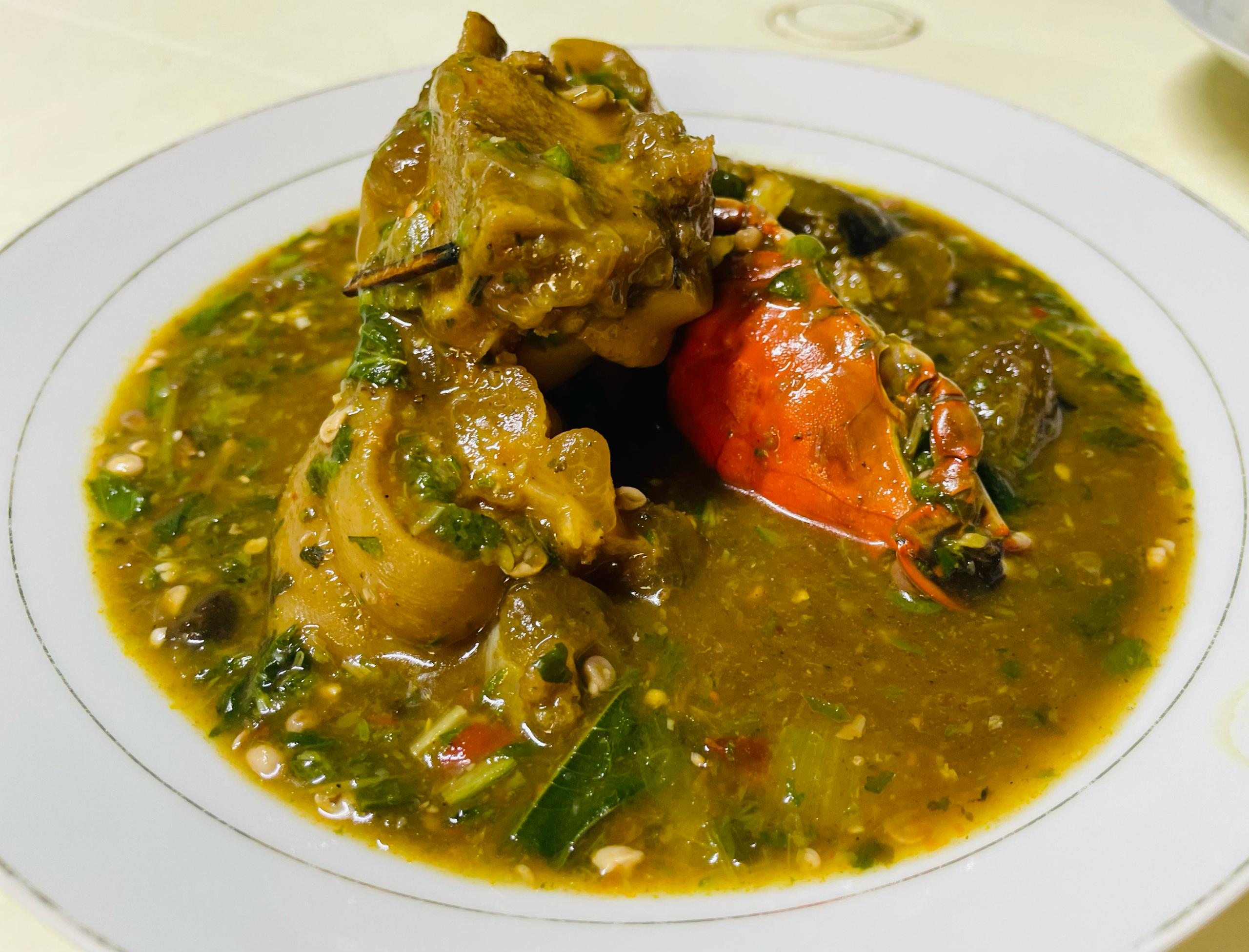
Sauce côpê, spécialité ivoirienne.

Le gombo est aussi une spécialité de la Côte d'Ivoire où il est souvent utilisé en sauce sur du riz blanc.
Au Sénégal, le gombo est l'ingrédient de base de la soupe kandia.
Les jeunes feuilles peuvent être consommées comme des épinards; elles sont parfois données au bétail comme fourrage.

### Précaution
Bien laver les fruits pour éliminer les poils qui peuvent être irritants.

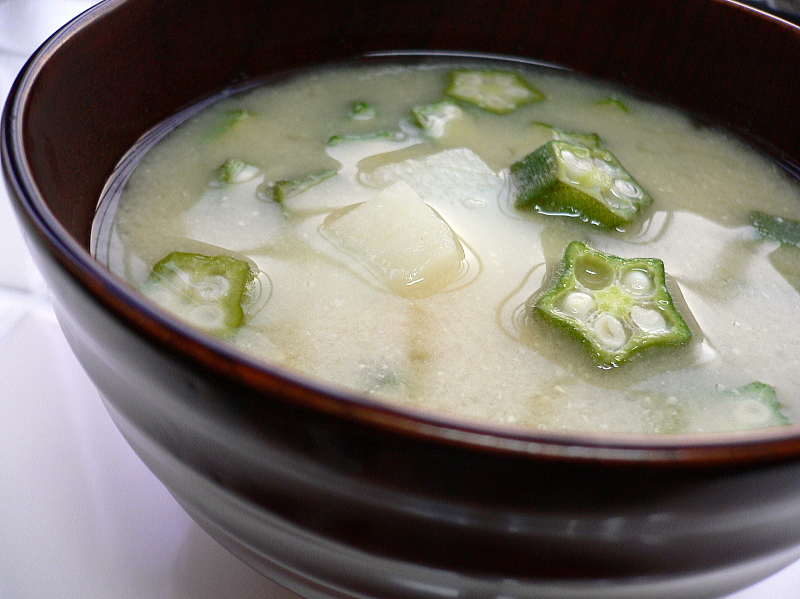
Une soupe miso avec des gombos.
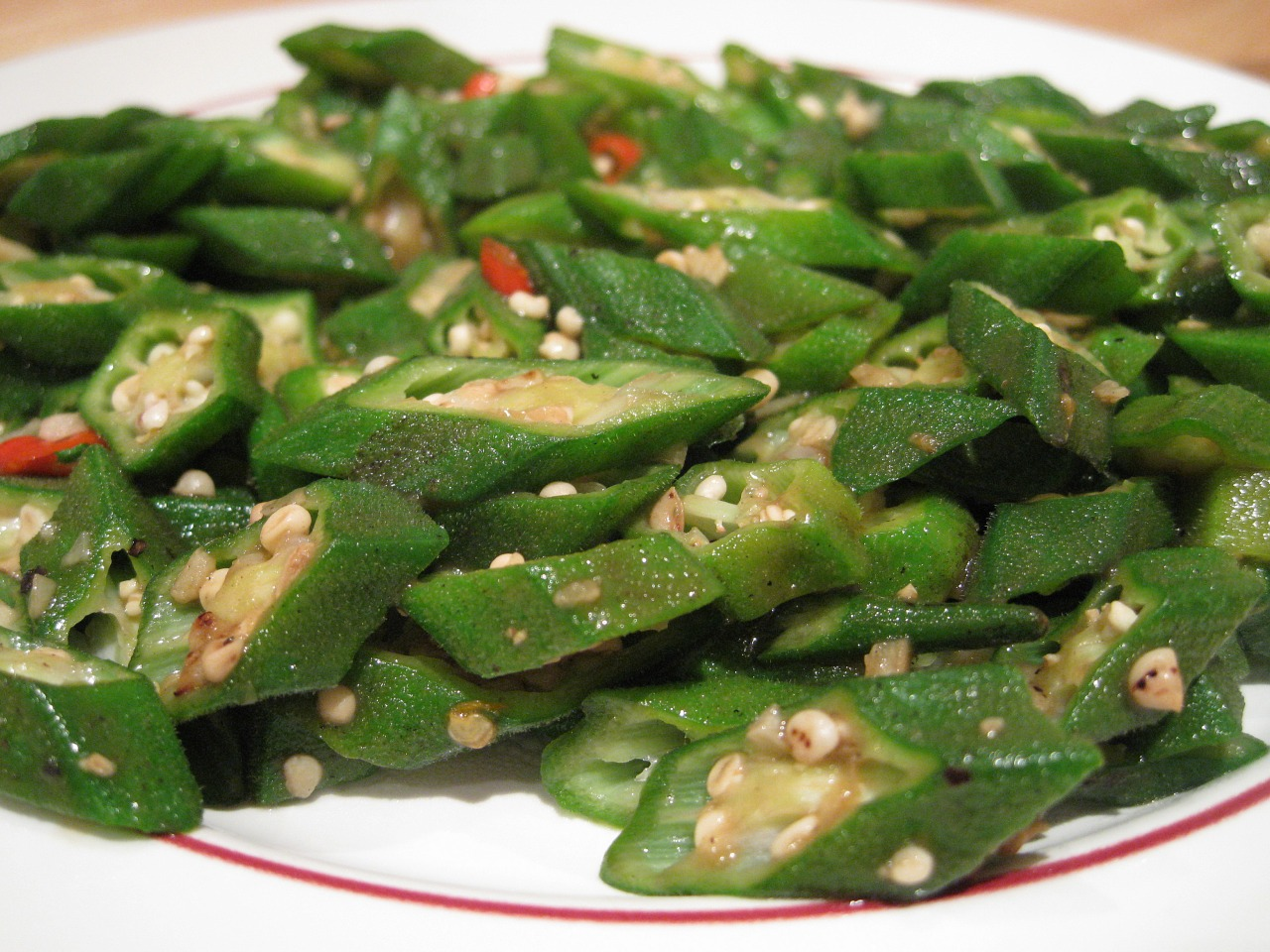
Tranches de gombos frites.
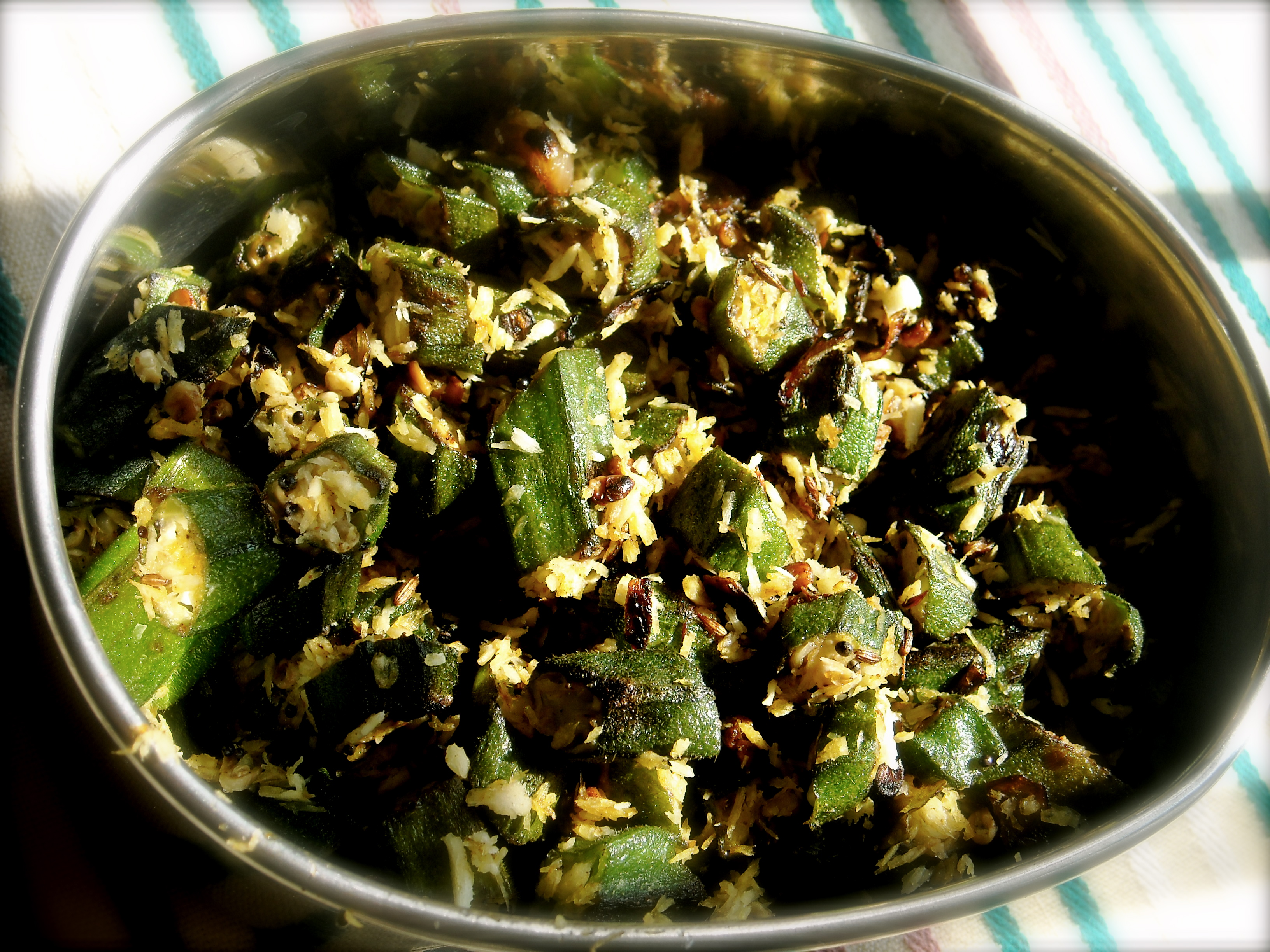
Vendakai poriyal (Inde).
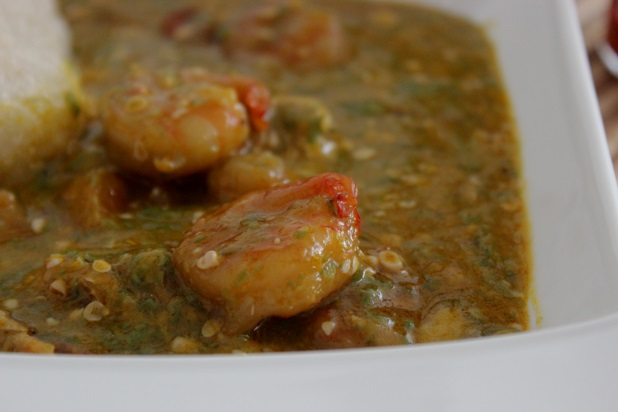
Sauce gombo du Togo.
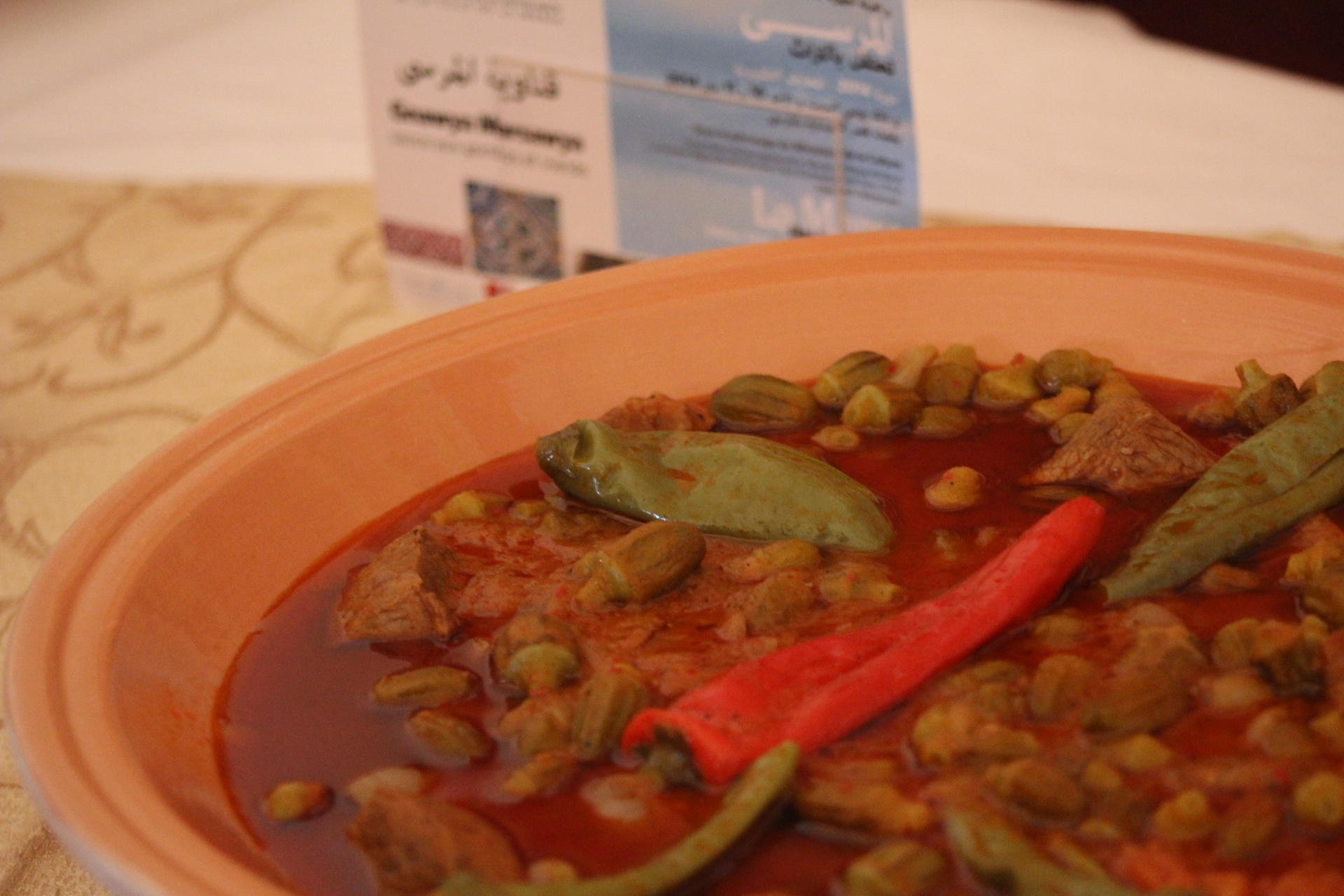
Sauce de petits gombos à la viande de la Marsa, Tunisie.

### Usage médical/médicinal
Le mucilage du gombo a été utilisé pour accroître le volume sanguin. Les feuilles servent parfois de cataplasmes et sont utilisées pour leurs propriétés émollientes et sudorifiques, et dans le traitement de la dysurie.
Le gombo a également été utilisé à l’Île de La Réunion. C’est ainsi que dans son journal, en date du 22 mai 1829, De Lescouble décrit les oreillons et propose le remède universel et souverain de l’époque. « Céleste a le mal du mouton depuis hier. Elle a la joue et le cou extrêmement enflés et souffre beaucoup. Je lui ai mis des cataplasmes de feuilles de gombo ».
Le gombo est un ingrédient naturel prometteur mais pas encore confirmé pour diminuer l'inflammation systémique chez les patients atteints de maladies prédisposées à l'inflammation.
Une revue systématique et méta-analyse publiée en 2024 dans Frontiers in Nutrition a examiné les effets bénéfiques du gombo sur les facteurs de risque cardiométaboliques chez les individus atteints de prédiabète et de diabète. Les résultats ont montré que la consommation de gombo réduisait de manière significative les niveaux de cholestérol total (CT), de LDL (lipoprotéines de basse densité), de glycémie à jeun (FBG) et d'hémoglobine glyquée (HbA1c).  Le gombo a également montré des effets bénéfiques sur le profil lipidique, notamment une augmentation du HDL (lipoprotéines de haute densité) chez les individus prédiabétiques. Ces effets sont attribués à sa teneur élevée en fibres solubles, en mucilage et en antioxydants, qui améliorent la sensibilité à l'insuline et réduisent l'absorption des glucides et du cholestérol,.

### Usage industriel et artisanal
Le même mucilage est utilisé dans la fabrication de papier glacé, comme agent de collage, ainsi que pour la fabrication de confiseries.
Les fibres de l’écorce peuvent être utilisées localement pour la confection de cordelette, de papier et de carton.

## Production
Bien que cultivé partout sous les tropiques, sa production mondiale, de 10 millions de tonnes en 2018, est assurée à plus de 80 % par l'Inde et le Nigeria.
|             | 2003      | 2003  | 2004      | 2004  |
| Inde        | 3 530 000 | 72 %  | 3 550 000 | 72 %  |
| Nigéria     | 730 000   | 15 %  | 730 000   | 15 %  |
| Pakistan    | 110 000   | 2 %   | 110 000   | 2 %   |
| Ghana       | 100 000   | 2 %   | 100 000   | 2 %   |
| Bénin       | 85 333    | 2 %   | 86 000    | 2 %   |
| Égypte      | 85 000    | 2 %   | 85 000    | 2 %   |
| Autres pays | 251 721   | 5 %   | 251 835   | 5 %   |
| Totaux      | 4 892 054 | 100 % | 4 912 835 | 100 % |